# Філіпенко Ігор Іванович
Ігор Іванович Філіпенко — професійний фотокореспондент та журналіст, член правління Кіровоградської обласної організації Національної спілки журналістів України.
26 квітня 1986 року був учасником ліквідації наслідків аварії на Чорнобильській АЕС.

## З біографії та кар'єри
В сфері фотографії і журналістики розпочав професійну діяльність навесні 2004 року, отримавши запрошення на посаду штатного фотокореспондента в першу кольорову газету Кіровоградщини «Кіровоград Вечірній».
З кінця 2005 року був призначений на посаду — заступника головного редактора обласної газети «Кіровоград Вечірній».
З 2007 року співпрацював з «УКРІНФОРМ ФОТО». В цьому ж році був призначений головним редактором Кіровоградської обласної газети «100-й округ».
Став лауреатом обласної журналістської премії за 2007 рік у номінації «Фотожурналістика».
З 2008 року став редактором порталу FOTOINFORM.
Основний жанр — репортажне «живе фото». Роботи Ігоря Івановича друкувалися в багатьох обласних виданнях, таких як «Народне слово», «Вечірня газета», «Україна — Центр», «Новий погляд», «100-й округ», «Ведомості плюс», «Кіровоградська правда», а також в українських виданнях — «Голос України», «Кореспондент», «Воля» і т. д.

## Персональні фотовиставки
1. «Обличчя кіровоградської журналістики» — 2013 рік
2. «Мальовнича краса рідного міста» — 2018 рік
3. «Мить — зупинись!» — 2009 рік
4. «Кіровоград і кіровоградці» — 2010 рік
5. «Кіровоград в персонах» — 2011 рік
6. «З висоти пташиного польоту» — 2009 рік
7. «WAR» — 2022 рік
8. «Кіровоградщина- життя під час війни» - 2024 рік
9. «В епіцентрі подій» - 2025 рік
10. «Герої Чорнобиля - тридцять дев'ята весна» - 2025 рік

## Досягнення
Національна спілка журналістів України неоднократно відзначала почесними грамотами  професійну діяльність Ігоря Філіпенка та вручила 15.08.2011 року Золоту медаль української журналістики від секретаріату НСЖУ.  
У 2017 за свою діяльність у журналістиці  був відзначений Почесною грамотою Верховної Ради України.
Також в цьому році став одним із переможців Всеукраїнського конкурсу для фотокорів, які висвітлюють журналістську діяльність. Фотографія була виставлена в Національному історичному музеї України.
За багаторічне партнерство у справі інформування населення Кіровоградщини щодо питань пожежної та техногенної безпеки головний рятувальник Кіровоградщини Віталій Миронюк у 2019 році вручив медаль «За доблесть і звитягу» редактору портала «Фотоінформ» Філіпенку Ігорю Івановичу.
Ставав переможцем та призером багатьох міжнародних, всеукраїнських та місцевих фотоконкурсів та журналістських публікацій.
Брав активну участь у щорічному міжнародному фотоконкурсі пам'яток природи Вікі любить Землю.
Деякі фотографії
- 2021
- 2020
- 2019
- 2017

У серпні 2022 року відбулася презентація книги з фотоісторією ФК «Зірка» — «Фотокореспондент Ігор Філіпенко: погляд з офсайду» Автор книги — Микола Цуканов, а надруковане видання за підтримки Тіграна Хачатряна.
За останні 3 роки праці у «CBN» фотокореспондент Ігор Філіпенко пройшов пішки 10 000 000 метрів (10 тисяч кілометрів).
У 2023 році взяв участь у міжнародній акції «Вікі любить фольклор»  у рамках щорічного міжнародного фотоконкурсу.  Відправив  на цей  фотоконкурс 138 фоторобіт та отримав нагороду  за найбільшу кількість фото.
За поданням Національної спілки журналістів України, у жовтні 2023 року був нагороджений Спеціальним знаком народної пошани – «Хрестом громадянських заслуг».  
У червні 2024 року з нагоди Дня журналіста отримав Подяку Кіровоградської обласної ради.  
1 жовтня 2024 року  за мужність і відвагу, проявлені під час ліквідації наслідків аварії на Чорнобильській АЕС, активну громадянську позицію та з нагоди Дня захисників і захисниць України Ігор ФІЛІПЕНКО — учасник ліквідації наслідків аварії на Чорнобильській АЕС, колишній військовослужбовець, старший солдат, отримав Відзнаку Кіровоградської області "За мужність і відвагу" 
25 квітня 2025 року напередодні роковин Чорнобильської катастрофи презентував фотовиставку «Герої Чорнобиля - тридцять дев'ята весна». 
29 квітня 2025 року  Ігор Філіпенко подолав позначку 20 000 000 метрів. Фотокореспондент за шість років  з 19 квітня 2019 по 29 квітня 2025 року  пройшов вулицями Кропивницького близько 20 тисяч кілометрів, фіксуючи найважливіші та найцікавіші події життя міста на свій фотоапарат.
6 червня 2025 року до Дня журналіста відкрилася виставка «В епіцентрі подій» присвячена медійникам Кіровоградщини. Відкриття відбулося в Музеї мистецтв.
Галерея деяких фоторобіт  

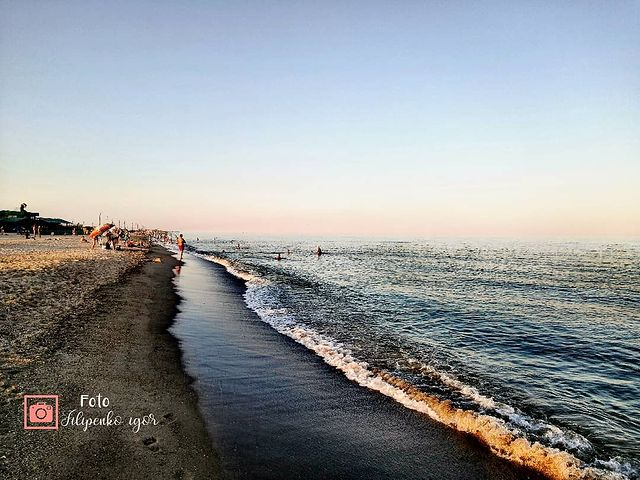
Чорне море, Україна 2021, фото Ігоря Філіпенка.
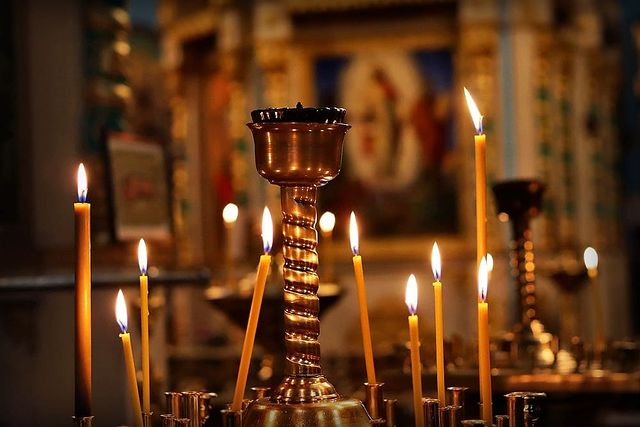
У храмі перед Велокоднем, фото Ігоря Філіпенка
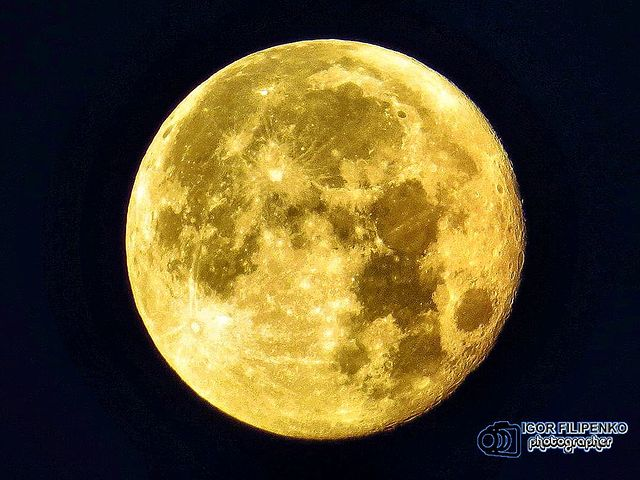
Погляд у всесвіт, фото Ігоря Філіпенка.
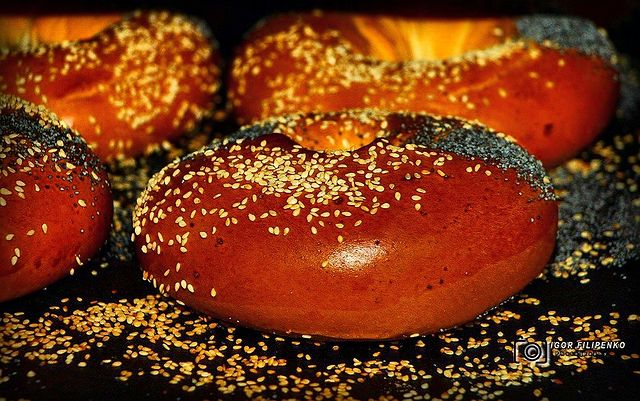
Яка гарна здоба, фото Ігоря Філіпенка.
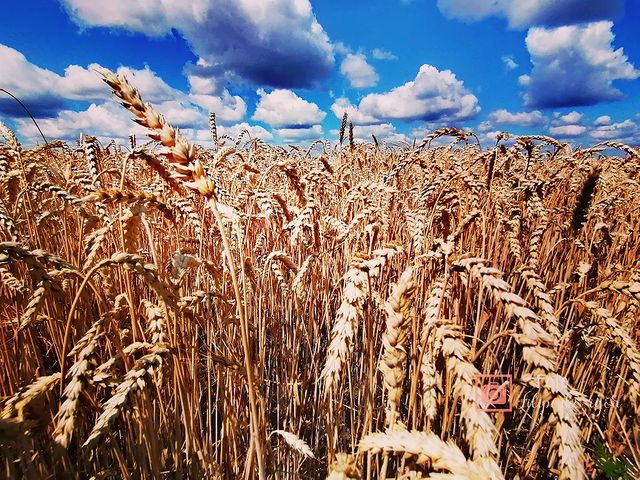
Краса України. Фото Ігоря Філіпенка
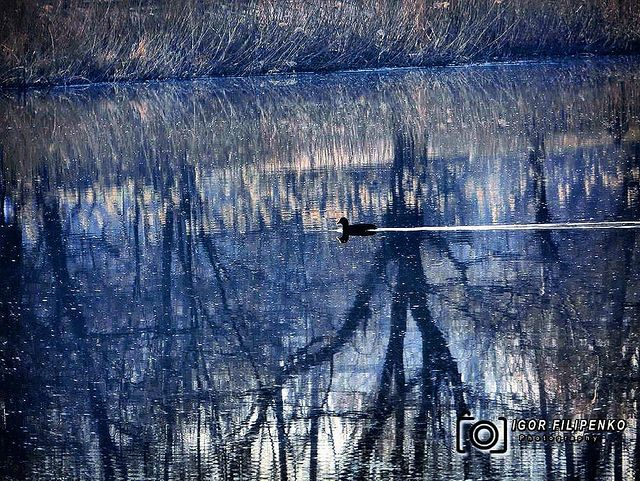
Ранок на річці. Фото Ігоря Філіпенка
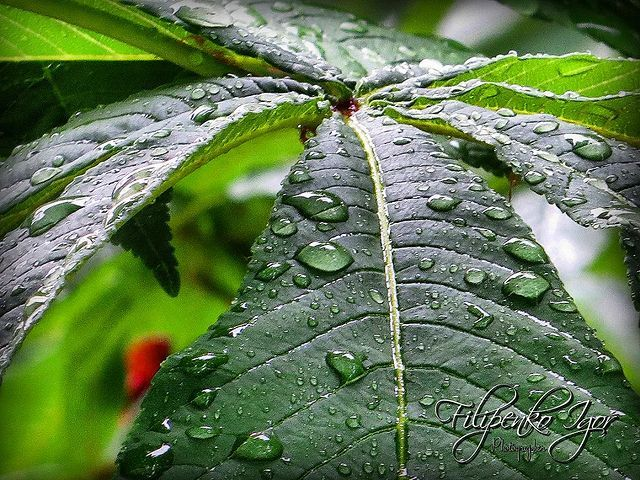
Краплі дощу. Фото Ігоря Філіпенка.
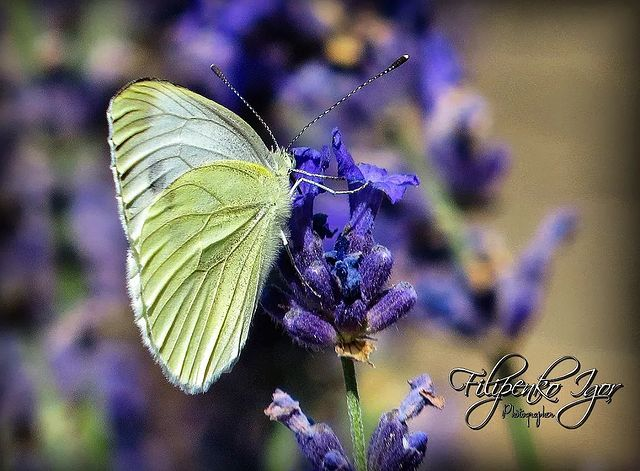
Метелик та лавандове поле. Фото Ігоря Філіпенка.